# Marcelo Romero
Cléver Marcelo Romero Silva (født 4. juli 1976 i Montevideo, Uruguay) er en tidligere uruguayansk fodboldspiller (defensiv midtbane).
Romeros karriere blev primært tilbragt i hjemlandet hos Defensor Sporting og Peñarol, samt i spanske Málaga. Hos Peñarol var han med til at vinde det uruguayanske mesterskab tre gange.
Romero spillede mellem 1995 og 2004 25 kampe for Uruguays landshold, og var med i truppen til VM i 2002 i Sydkorea og Japan. Han spillede to af uruguayanernes tre kampe i turneringen, hvor holdet blev slået ud efter det indledende gruppespil. Han var med landsholdet også med til at vinde sølv ved Copa América i 1999, og deltog også ved turneringen i 1993.

## Titler
Primera División Uruguaya
- 1996, 1997 og 1999 med Peñarol

Toto Cuppen
- 2002 med Málaga CF